# Sentimentalismo
Sentimentalismo (literalmente, apelación a los sentimientos), como un discurso político y artístico, ha ocurrido con frecuencia en las tradiciones literarias de todas las regiones del mundo, y es un elemento central en las tradiciones de la literatura hindú, literatura china, y literatura vietnamita (como en Ho Xuan Huong). 
El término sentimentalismo se usa en dos sentidos: 
1. Indulgencia excesiva respecto a las emociones, especialmente un esfuerzo consciente para inducir emociones al lector o espectador para que las disfrute;
2. Un optimista énfasis excesivo en la bondad de la humanidad (sensibilidad), representando en parte una reacción contra el calvinismo, que consideraba la naturaleza humana como depravada. Por otra parte, esta concepción del ser humano está influenciada por autores como Rousseau. La novela de sensibilidad se desarrolló a partir de esta noción del siglo XVIII, y se manifiesta en la novela sentimental.
En referencia al movimiento histórico de sentimentalismo dentro de los Estados Unidos durante el siglo XVIII estaba la idea de origen europeo que enfatizaba los sentimientos y las emociones, una apreciación física de Dios, la naturaleza, y otras personas, más que la lógica y la razón. El impacto sobre el público estadounidense fue que el amor es tan importante en el matrimonio como las consideraciones económicas.
- Datos: Q754602